# Ragoftalmídeos
Ragoftalmídeos (Rhagophthalmidae) Olivier, 1907 (denominados popularmente, em inglês, Asian glowworms, em uma alusão aos glowworm beetles da família Phengodidae, onde já estiveram classificados) é uma pequena família de insetos da ordem Coleoptera, com espécies de besouros distribuídas da Índia ao Extremo Oriente, incluindo o Sudeste Asiático até o limite da Linha de Wallace. Os seus machos adultos possuem asas e voam, enquanto suas fêmeas são ápteras e possuem a forma de suas larvas (neotenia); ambas sendo predadoras, possuindo órgãos bioluminescentes assim como os machos. A história inicial da pesquisa sistemática de Rhagophthalmidae remonta a 1849, quando Westwood descreveu o gênero Dodecatoma, com base em uma espécie da Índia, e Motschulsky então descreveu o gênero Rhagophthalmus, em 1854, com base em uma espécie da China. Neste gênero observou-se que, após o pôr do sol, as fêmeas curvam sua extremidade final sobre o dorso e emitem luz verde-amarelada contínua de um órgão retangular localizado no abdômen; os machos, voando rapidamente, ao descobrirem uma, montam-na dorsalmente e tentam a cópula. Se o macho for aceito, a fêmea interrompe imediatamente a sua bioluminescência. Após a oviposição, as fêmeas passam a produzir luz contínua a partir dos órgãos semelhantes a manchas espalhados pelo corpo, em duas fileiras laterais e uma mesodorsal, e começam a apresentar cuidado parental.

## Gêneros
- Cydistus
- Dioptoma
- Diplocladon
- Dodecatoma
- Falsophrixothrix
- Menghuoius
- Mimoochotyra
- Rhagophthalmus[3]